# Joel Asaph Allen taxonjai

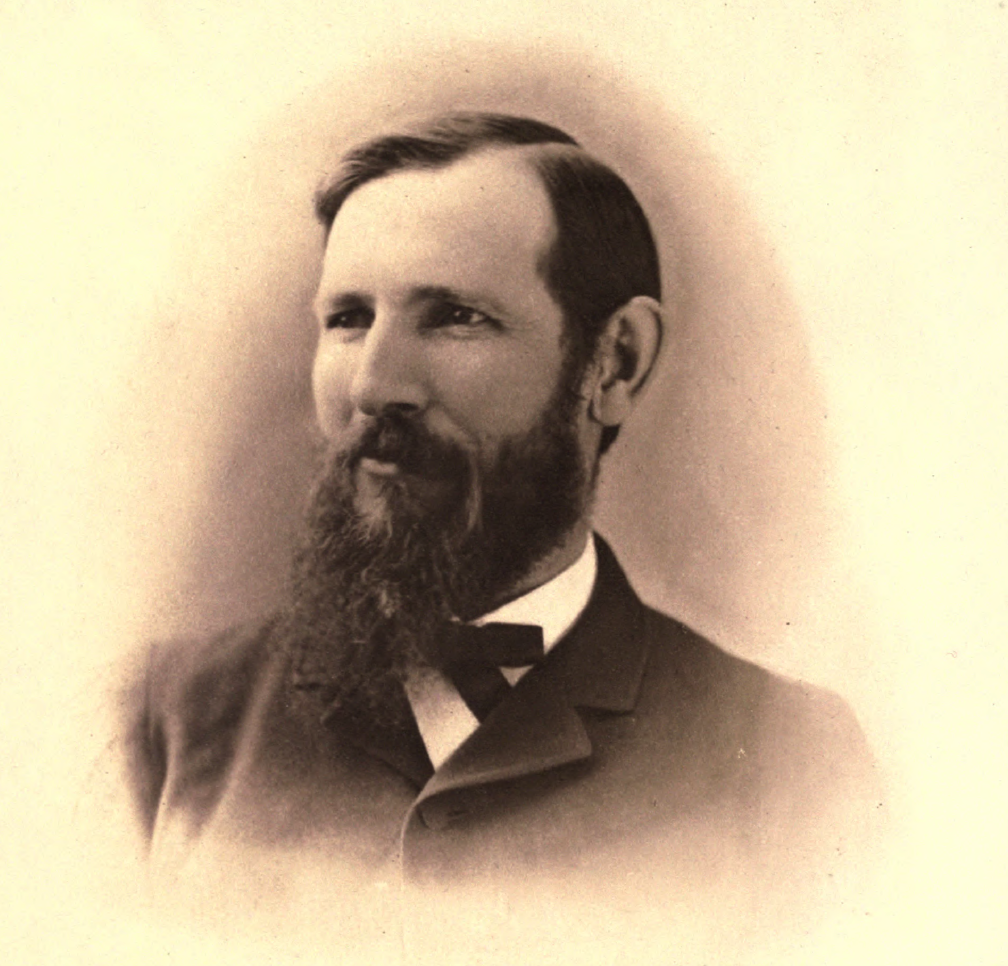
Joel Asaph Allen

Ezen a listán azok a taxon nevek szerepelnek, amelyeket Joel Asaph Allen (1838–1921) alkotott. Azok a taxon nevek, amelyek nincsenek belinkelve, manapság csak szinonimaként használtak (az alábbi lista nem teljes):

## Oposszumok
- Didelphis virginiana mesamericana J. A. Allen, 1902 - Didelphis virginiana californica
- Didelphis virginiana texensis J. A. Allen, 1901 - Didelphis virginiana pigra
- Didelphis virginiana boreoamericana J. A. Allen, 1902 - Didelphis virginiana virginiana
- Didelphis virginiana yucatanensis J. A. Allen, 1901

## Páncélos vendégízületesek
- Zaedyus cilliatus J. A. Allen, 1901 - törpe tatu

## Szőrös vendégízületesek
- Choloepus florenciae J. A. Allen, 1913 - kétujjú lajhár

## Denevérek
- Lasiurus ega punensis J. A. Allen, 1914 - Lasiurus ega fuscatus
- Lasiurus blossevillii brachyotis J. A. Allen, 1882 - Lasiurus blossevillii
- Phyllostomus hastatus panamensis J. A. Allen, 1904
- Phyllostomus hastatus caucae J. A. Allen, 1916
- Phyllostomus hastatus caurae J. A. Allen, 1904 - Phyllostomus hastatus panamensis

## Párosujjú patások

### Pekarifélék
- Pecari tajacu niger J. A. Allen, 1913

### Disznódelfinfélék
- Phocoena phocoena americana J. A. Allen, 1869 - Phocoena phocoena phocoena

### Tülkösszarvúak
- Ovis dalli stonei J. A. Allen, 1897

### Szarvasfélék
- Paralces J. Allen, 1902 - jávorszarvas
- Mazama americana gualea J. A. Allen, 1915
- Mazama americana trinitatis J. A. Allen, 1915
- Mazama americana zamora J. A. Allen, 1915
- Mazama gouazoubira murelia J. A. Allen, 1915
- Mazama gouazoubira sanctaemartae J. A. Allen, 1915
- Grant karibu (Rangifer tarandus granti) J. A. Allen, 1902
- Rangifer tarandus osborni (J. A. Allen, 1902)
- Peary karibu (Rangifer tarandus pearyi) (J. A. Allen, 1902)
- Odocoileus virginianus sinaloe J. A. Allen, 1903
- Odocoileus virginianus chiriquensis J. A. Allen, 1910

## Eulipotyphla
- Atelerix faradjius J. A. Allen, 1922 - fehérhasú sün
- Atelerix langi J. A. Allen, 1922 - fehérhasú sün
- Cryptotis nigrescens (J. A. Allen, 1895)
- Cryptotis squamipes (J. A. Allen, 1912)
- Cryptotis orophila (J.A. Allen, 1895)
- Scalopus aquaticus texanus J. A. Allen, 1891
- Scapanus latimanus anthonyi J. A. Allen, 1893

## Páratlanujjú patások
- Diceros bicornis somaliensis J. Allen, 1914 - Diceros bicornis chobiensis

## Ragadozók
- Canis mississippiensis J. A. Allen, 1876 - óriásfarkas[1]
- Lontra canadensis pacifica (J. A. Allen, 1898)
- rozmárfélék (Odobenidae) J. A. Allen, 1880
- Trichiphocinae J. A. Allen, 1870
- Trichophocacae J. A. Allen, 1880 - rozmárfélék
- Arctocephalus australis (J. A. Allen, 1880) - dél-amerikai medvefóka
- Procyon cancrivorus aequatorialis J. A. Allen, 1915
- Procyon cancrivorus proteus J. A. Allen, 1904 - Procyon cancrivorus panamensis
- Nasua narica pallida J. A. Allen, 1904 - Nasua narica molaris
- Nasua narica bullata J. A. Allen, 1904 - Nasua narica narica
- Nasua narica panamensis J. A. Allen, 1904 - Nasua narica narica
- Nasua narica yucatanica J. A. Allen, 1904
- Nasua nasua pallida J. A. Allen, 1904 - Nasua nasua molaris
- Nasua nasua rufa J. A. Allen, 1875 - Nasua nasua solitaria
- Nasua nasua phaeocephala J. A. Allen, 1904 - Nasua nasua vittata
- Nasuella olivacea lagunetae (J. A. Allen, 1913) - Nasuella olivacea olivacea
- Bassaricyon J. A. Allen, 1876
- ecsetfarkú nyestmedve (Bassaricyon gabbii) J. A. Allen, 1876
- Bassaricyon richardsoni J. A. Allen, 1908 - ecsetfarkú nyestmedve
- Potos flavus chapadensis J. A. Allen, 1904
- Potos flavus chiriquensis J. A. Allen, 1904
- Potos flavus caucensis J. A. Allen, 1904 - Potos flavus megalotus
- Potos flavus tolimensis J. A. Allen, 1913 - Potos flavus megalotus
- mexikói vörös hiúz (Lynx rufus escuinapae) J. A. Allen, 1903
- Lynx rufus texensis J. A. Allen, 1895

## Tobzoskák
- Manis pentadactyla pusilla J. Allen, 1906

## Nyúlalakúak
- Lepus californicus eremicus J. Allen, 1894 - Lepus californicus texianus
- Lepus californicus micropus J. Allen, 1903 - Lepus californicus texianus

## Rágcsálók

### Hódalkatúak

#### Tasakospatkány-félék
- Craterogeomys J. A. Allen, 1895 - Cratogeomys

#### Tasakosegér-félék
- Heteromys gaumeri J. A. Allen & Chapman, 1897

### Egéralkatúak

#### Ugróegérfélék
- csíkosegérformák (Sicistinae) J. A. Allen, 1901
- nyugati szöcskeegér (Zapus princeps) Allen, 1893
- Zapus saltator Allen, 1899 - nyugati szöcskeegér

#### Földikutyafélék
- Eospalax rufescens (J. A. Allen, 1909) - kínai zokor

#### Hörcsögfélék

##### Pocokformák
- Microtus cautus J. A. Allen, 1899 - Microtus longicaudus
- Microtus leucophaeus (J. A. Allen, 1894)
- Microtus vellerosus J. A. Allen, 1899 - Microtus longicaudus
- Microtus aztecus (J. A. Allen, 1893) - közönséges rétipocok
- Microtus stonei J. A. Allen, 1899
- Microtus inspectus (J. A. Allen, 1899)
- Microtus insperatus (J. A. Allen, 1894) - közönséges rétipocok
- Lemmus chrysogaster J. A. Allen, 1903 - amuri lemming
- Synaptomys andersoni J. A. Allen, 1903 - sarki álarcoslemming
- Synaptomys chapmani J. A. Allen, 1903 - sarki álarcoslemming
- Myodes fuscodorsalis (J. A. Allen, 1894) - Gapper-erdeipocok
- Myodes latastei (J. A. Allen, 1903) - deres erdeipocok
- Myodes jochelsoni (J. A. Allen, 1903) - sarki erdeipocok
- Phenacomys constablei J. A. Allen, 1899 - kanadai fenyőpocok
- Phenacomys truei J. A. Allen, 1894 - kanadai fenyőpocok

##### Neotominae
- Baiomys brunneus (J. A. Allen & Chapman, 1897) - törpe prériegér
- Baiomys paulus (J. A. Allen, 1903) - Taylor-prériegér
- Scotinomys irazu (J. A Allen, 1904) - Scotinomys teguina
- Todos Santos-szigeti bozótpatkány (Neotoma anthonyi) J. A. Allen, 1898
- Neotoma chrysomelas J. A. Allen, 1908
- Neotoma campestris J. A. Allen, 1894 - keleti bozótpatkány
- Neotoma arenacea J. A. Allen, 1898 - Neotoma lepida
- Neotoma durangae J. A. Allen, 1903 - Neotoma leucodon
- Neotoma sinaloae J. A. Allen, 1898 - mexikói bozótpatkány
- Neotoma canescens J. A. Allen, 1891 - Neotoma micropus
- Neotoma cinnamomea J. A. Allen, 1895 - kefefarkú bozótpatkány
- Neotoma grangeri J. A. Allen, 1894
- Neotoma rupicola J. A. Allen, 1894 - kefefarkú bozótpatkány
- Peromyscus propinquus J. A. Allen, 1898 - Peromyscus fraterculus
- Peromyscus cedrosensis J. A. Allen, 1898 - kaktuszlakó amerikaiegér
- Peromyscus auripectus (J. A. Allen, 1893) - kanyonlakó amerikaiegér
- Peromyscus melanotis J. A. Allen & Chapman, 1897
- Peromyscus spicilegus J. A. Allen, 1897
- Peromyscus robustus (J. A. Allen, 1893) - Peromyscus boylii
- Peromyscus rowleyi (J. A. Allen, 1893) - Peromyscus boylii
- texasi amerikaiegér (Peromyscus attwateri) J. A. Allen, 1895
- Peromyscus gilberti (J. A. Allen, 1893) - Peromyscus truei
- Peromyscus martirensis (J. A. Allen, 1893) - Peromyscus truei
- Peromyscus difficilis J. A. Allen, 1891
- Peromyscus nasutus J. A. Allen, 1891
- Peromyscus furvus J. A. Allen & Chapman, 1897
- Peromyscus nicaraguae J. A. Allen, 1908 - mexikói amerikaiegér
- Peromyscus nudipes (J. A. Allen, 1891) - mexikói amerikaiegér
- yucatáni amerikaiegér (Peromyscus yucatanicus) J. A. Allen & Chapman, 1897
- Peromyscus cineritius J. A. Allen, 1898 - őzegér
- Peromyscus dubius J. A. Allen, 1898
- Peromyscus exiguus J. A. Allen, 1898
- Peromyscus geronimensis J. A. Allen, 1898
- Peromyscus pallescens J. A. Allen, 1896
- Peromyscus subarcticus J. A. Allen, 1899
- Peromyscus thurberi (J. A. Allen, 1893) - őzegér
- Peromyscus affinis (J. A. Allen, 1891) - fehérlábú egér
- Peromyscus arizonae (J. A. Allen, 1894)
- Peromyscus flaccidus J. A. Allen, 1903
- Peromyscus mearnsii (J. A. Allen, 1891) - fehérlábú egér
- Reithrodontomys fulvescens J. A. Allen, 1894
- Reithrodontomys aurantius J. A. Allen, 1895
- Reithrodontomys intermedius J. A. Allen, 1895
- Reithrodontomys laceyi J. A. Allen, 1896
- Reithrodontomys tenuis J. A. Allen, 1899 - Reithrodontomys fulvescens
- Reithrodontomys merriami J. A. Allen, 1895 - Reithrodontomys humulis
- Reithrodontomys arizonensis J. A. Allen, 1895 - nagyfülű mezeiegér
- Reithrodontomys aztecus J. A. Allen, 1893
- Reithrodontomys deserti J. A. Allen, 1895
- Reithrodontomys dychei J. A. Allen, 1895
- Reithrodontomys nebrascensis J. A. Allen, 1895
- Reithrodontomys saturatus J. A. Allen & Chapman, 1897
- Reithrodontomys sestinensis J. A. Allen, 1903 - nagyfülű mezeiegér
- Reithrodontomys australis J. A. Allen, 1895 - Sumichrast-mezeiegér
- Reithrodontomys rufescens J. A. Allen & Chapman, 1897 - Sumichrast-mezeiegér
- Reithrodontomys gracilis J. A. Allen & Chapman, 1897
- Reithrodontomys cherrii (J. A. Allen, 1891) - mexikói mezeiegér
- Reithrodontomys costaricensis J. A. Allen, 1895
- Reithrodontomys milleri J. A. Allen, 1912 - mexikói mezeiegér
- Osgoodomys banderanus J. A. Allen, 1897

##### Betűfogúformák
- Geoxus microtis (J. A. Allen, 1903) - hosszúkarmú vakondegér
- Lenoxus apicalis J. A. Allen, 1900
- Oxymycterus apicalis J. A. Allen, 1900 - Lenoxus apicalis
- Sigmodon vulcani J. A. Allen, 1906 - Sigmodon alleni
- Sigmodon fulviventer J. A. Allen, 1889
- Sigmodon bogotensis J. A. Allen, 1897 - Sigmodon hirsutus
- Sigmodon borucae J. A. Allen, 1897
- Sigmodon chiriquensis J. A. Allen, 1904
- Sigmodon griseus J. A. Allen, 1908 - Sigmodon hirsutus
- Sigmodon mascotensis J. A. Allen, 1897
- Sigmodon colimae J. A. Allen, 1897 - Sigmodon mascotensis
- Sigmodon baileyi J. A. Allen, 1903 - Sigmodon ochrognathus
- Sigmodon peruanus J. A. Allen, 1897
- Sigmodon chonensis J. A. Allen, 1913
- Sigmodon puna J. A. Allen, 1903
- Sigmodon simonsi J. A. Allen, 1901 - Sigmodon peruanus
- Oryzomys bauri J. A. Allen, 1892 - Aegialomys galapagoensis
- Oryzomys baroni J. A. Allen, 1897 - Aegialomys xanthaeolus
- Oryzomys incertus J. A. Allen, 1913 - Euryoryzomys macconnelli
- Oryzomys mureliae J. A. Allen, 1915 - Euryoryzomys macconnelli
- Handleyomys alfaroi (J. A. Allen, 1891)
- Oryzomys alfaroi J. A. Allen, 1891
- Oryzomys incertus J. A. Allen, 1908
- Oryzomys palmirae J. A. Allen, 1912 - Handleyomys alfaroi
- Handleyomys fuscatus J. A. Allen, 1912
- Holochilus venezuelae J. A. Allen, 1904 - Holochilus sciureus
- Oryzomys modestus J. A. Allen, 1899 - Hylaeamys megacephalus
- Oryzomys velutinus J. A. Allen & Chapman, 1893 - Hylaeamys megacephalus
- Hylaeamys perenensis (J. A. Allen, 1901)
- Oryzomys perenensis J. A. Allen, 1901 - Hylaeamys perenensis
- Melanomys affinis (J. A. Allen, 1912) - Melanomys caliginosus
- Melanomys buenavistae J. A. Allen, 1913
- Melanomys chrysomelas (J. A. Allen, 1897)
- Melanomys columbianus (J. A. Allen, 1899)
- Melanomys lomitensis J. A. Allen, 1913
- Melanomys monticola (J. A. Allen, 1912)
- Melanomys oroensis J. A. Allen, 1913
- Melanomys tolimensis J. A. Allen, 1913
- Melanomys vallicola J. A. Allen, 1913 - Melanomys caliginosus
- Microryzomys fulvirostris (J. A. Allen, 1912) - Microryzomys minutus
- Neacomys pusillus J. A. Allen, 1912 - Neacomys tenuipes
- Nectomys palmipes J. A. Allen & Chapman, 1893
- Nephelomys maculiventer J. A. Allen, 1891 - Nephelomys albigularis
- Nephelomys oconnelli J. A. Allen, 1913
- Nephelomys pectoralis J. A. Allen, 1912
- Nephelomys villosus J. A. Allen, 1899 - Nephelomys albigularis
- Nephelomys keaysi (J. A. Allen, 1900)
- Oryzomys keaysi J. A. Allen, 1900
- Nephelomys obtusirostris J. A. Allen, 1900 - Nephelomys keaysi
- Oryzomys o'connelli J. A. Allen, 1913 - Nephelomys childi
- Nephelomys maculiventer (J. A. Allen, 1899)
- Oryzomys maculiventer J. A. Allen, 1899 - Nephelomys maculiventer
- Nephelomys pectoralis (J. A. Allen, 1912)
- Oryzomys pectoralis J. A. Allen, 1912 - Nephelomys pectoralis
- Oecomys florenciae J. A. Allen, 1916 - Oecomys bicolor
- Oecomys milleri J. A. Allen, 1916 - Oecomys bicolor
- Oecomys mincae J. A. Allen, 1913 - Oecomys flavicans
- Oecomys speciosus J. A. Allen & Chapman, 1893
- Oecomys caicarae J. A. Allen, 1913
- Oecomys trichurus (J. A. Allen, 1899) - Oecomys speciosus
- Oecomys trinitatis J. A. Allen & Chapman, 1893
- Oecomys fulviventer (J. A. Allen, 1899)
- Oecomys helvolus (J. A. Allen, 1913)
- Oecomys klagesi (J. A. Allen, 1904)
- Oecomys palmarius (J. A. Allen, 1899)
- Oecomys vicencianus (J. A. Allen, 1913) - Oecomys trinitatis
- Oligoryzomys costaricensis (J. A. Allen, 1893) - Oligoryzomys fulvescens
- Oligoryzomys delicatus (J. A. Allen & Chapman, 1897)
- Oligoryzomys munchiquensis (J. A. Allen, 1912)
- Oligoryzomys nicaraguae (J. A. Allen, 1910)
- Oligoryzomys tenuipes (J. A. Allen, 1904) - Oligoryzomys fulvescens
- Oligoryzomys microtis J. A. Allen, 1916
- Oligoryzomys mattogrossae (J. A. Allen, 1916) - Oligoryzomys microtis
- Oryzomys (Oligoryzomys) utiaritensis J.A. Allen, 1916 - Oligoryzomys nigripes
- Oryzomys aquaticus J. A. Allen, 1891 - Coues rizspatkánya
- Oryzomys bulleri J. A. Allen, 1897
- Oryzomys jalapae J. A. Allen & Chapman, 1897
- Oryzomys mexicanus J. A. Allen, 1897
- Oryzomys richardsoni J. A. Allen, 1910 - Coues rizspatkánya
- Oryzomys texensis J. A. Allen, 1894 - mocsári rizspatkány
- Sigmodontomys J. A. Allen, 1897
- Sigmodontomys alfari J. A. Allen, 1897
- Sigmodontomys barbacoas (J. A. Allen, 1916)
- Sigmodontomys ochraceus (J. A. Allen, 1908) - Sigmodontomys alfari
- Transandinomys bolivaris (J. A. Allen, 1901)
- Oryzomys bolivaris J. A. Allen, 1901
- Oryzomys castaneus J. A. Allen, 1901
- Oryzomys rivularis J. A. Allen, 1901 - Transandinomys bolivaris
- Transandinomys talamancae (J. A. Allen, 1891)
- Oryzomys talamancae J. A. Allen, 1891
- Oryzomys carrikeri J. A. Allen, 1908
- Oryzomys magdalenae J. A. Allen, 1899
- Oryzomys mollipilosus J. A. Allen, 1899
- Oryzomys villosus J. A. Allen, 1899 - Transandinomys talamancae
- Zygodontomys J. A. Allen, 1897
- Zygodontomys brevicauda J. A. Allen & Chapman, 1893
- Oryzomys brevicauda J. A. Allen & Chapman, 1893
- Oryzomys cherriei J. A. Allen, 1895
- Zygodontomys fraterculus J. A. Allen, 1913
- Zygodontomys frustrator (J. A. Allen & Chapman, 1897)
- Zygodontomys griseus J. A. Allen, 1913
- Zygodontomys sanctaemartae (J. A. Allen, 1899)
- Zygodontomys thomasi J. A. Allen, 1901 - Zygodontomys brevicauda
- Rhipidomys caucensis J. A. Allen, 1913
- Rhipidomys couesi J. A. Allen & Chapman, 1893
- Rhipidomys emiliae J. A. Allen, 1916
- Rhipidomys similis J. A. Allen, 1912 - Rhipidomys fulviventer
- Rhipidomys tenuicauda (J. A. Allen, 1899) - Rhipidomys fulviventer
- Rhipidomys cocalensis J. A. Allen, 1912 - Rhipidomys latimanus
- Rhipidomys mollissimus J. A. Allen, 1912
- Rhipidomys quindianus J. A. Allen, 1913 - Rhipidomys latimanus
- Rhipidomys milleri J. A. Allen, 1913 - Rhipidomys nitela
- Rhipidomys yuruanus J. A. Allen, 1913 - Rhipidomys nitela
- Rhipidomys ochrogaster J. A. Allen, 1901
- Thomasomys altorum J. A. Allen, 1914 - Thomasomys aureus
- Thomasomys cinereiventer J. A. Allen, 1912
- Thomasomys popayanus J. A. Allen, 1912
- Akodon affinis J. A. Allen, 1912
- Akodon tolimae J. A. Allen, 1913 - Akodon affinis
- Akodon lutescens J. A. Allen, 1901
- Akodon tucumanensis J. A. Allen, 1901 - Akodon spegazzinii
- Necromys tapiropoanus (J. A. Allen, 1916) - Necromys lenguarum
- Necromys urichi J. A. Allen & Chapman, 1897
- Necromys chapmani (J. A. Allen, 1913)
- Necromys meridensis (J. A. Allen, 1904)
- Necromys venezuelensis (J. A. Allen, 1899) - Necromys urichi
- Oxymycterus juliacae J. A. Allen, 1900 - Oxymycterus inca
- Eligmodontia morgani J. A. Allen, 1901
- Euneomys petersoni J. A. Allen, 1903
- Graomys cachinus (J. A. Allen, 1901) - Graomys griseoflavus
- Graomys chacoensis (J. A. Allen, 1901) - Graomys griseoflavus
- Phyllotis osilae J. A. Allen, 1901
- Reithrodon hatcheri J. A. Allen, 1903 - Reithrodon auritus
- Reithrodon obscurus J. A. Allen, 1903 - Reithrodon auritus

##### Liánpatkányformák
- Ototylomys fumeus J. A. Allen, 1908 - füles liánpatkány

#### Egérfélék
- kenyai pásztásegér (Arvicanthis nairobae) J. A. Allen, 1909
- Mus musculus jalapae J. A. Allen & Chapman, 1897 - Mus musculus domesticus
- Bunomys andrewsi J. A. Allen, 1911
- Rattus buruensis (J. A. Allen, 1911) - polinéz patkány
- Rattus luteiventris (J. A. Allen, 1910) - polinéz patkány
- Rattus kijabius (J. A. Allen, 1909) - házi patkány

### Pikkelyesfarkúmókus-alkatúak
- Anomalurus chapini (J. A. Allen, 1922) - sárgasú pikkelyesmókus
- Idiurus langi J. A. Allen, 1922 - nagyfülű pikkelyesmókus
- Idiurus panga J. A. Allen, 1922 - nagyfülű pikkelyesmókus

### Sülalkatúak

#### Gyalogsülfélék
- Atherurus hainanus Allen, 1906 - ázsiai bojtosfarkúsül

#### Kúszósülfélék
- Coendou sanctamartae (Allen, 1904)
- Coendou prehensilis sanctamartae Allen, 1904 - Coendou sanctamartae
- Erethizon dorsata nigrescens Allen, 1903

#### Agutifélék
- Dasyprocta leporina noblei Allen, 1914
- Myoprocta milleri Allen, 1913 - vörös farkosaguti

#### Tengerimalacfélék
- Cavia anolaimae J. A. Allen, 1916 - tengerimalac

#### Tukók
- fehérhasú tukó (Ctenomys colburni) J. A. Allen, 1903
- Ctenomys sericeus J. A. Allen, 1903

#### Tüskéspatkányfélék
- Dactylomys peruanus J. A. Allen, 1900
- Olallamys apolinari (J. A. Allen, 1914) - Olallamys albicauda
- Diplomys rufodorsalis J. A. Allen, 1899
- Santamartamys rufodorsalis (J.A. Allen, 1899) - Diplomys rufodorsalis
- Makalata castaneus (Allen & Chapman, 1893) - Makalata didelphoides
- Echimys carrikeri (J. A. Allen, 1911) - Pattonomys semivillosus
- Hoplomys J. A. Allen, 1908
- Hoplomys truei J. A. Allen, 1908 - lándzsás tüskéspatkány
- Proechimys J. A. Allen, 1899
- Proechimys canicollis J. A. Allen, 1899
- Proechimys mincae J. A. Allen, 1899
- Proechimys oconnelli J. A. Allen, 1913
- Proechimys boimensis Allen, 1916 - Proechimys roberti
- Proechimys kermiti Allen, 1915 - Proechimys steerei
- Proechimys trinitatus J. A. Allen & Chapman, 1893
- Echimys trinitatis J. A. Allen & Chapman, 1893 - Proechimys trinitatus
- Proechimys urichi J. A. Allen, 1899
- Boromys torrei Allen, 1917

#### Hutiák
- Capromys pilorides relictus Allen, 1911 - a hutia konga egyik alfaja
- bahama-szigeteki hutia (Geocapromys ingrahami) J. A. Allen, 1891
- Isolobodon J. A. Allen, 1916
- Isolobodon portoricensis J. A. Allen, 1916

## Főemlősök
- Cebus albifrons aequatorialis J. A. Allen, 1914

## Madarak
- andoki batla (Plegadis ridgwayi) (Allen, 1876)